# Per Wadströmer
Per Gustav Wadströmer, född 9 november 1938 i Buenos Aires, död 21 april 2023  i Brunnby distrikt i Skåne, är en svensk målare, tecknare och reklamkonstnär.
Han var son till banktjänstemannen Gösta Wadströmer och hans hustru Martha. Han studerade vid Beckmans reklamskola i Stockholm och arbetade efter examen med reklamteckning. Vid sidan av sitt arbete var han verksam som konstnär. Han medverkade i Nationalmuseums utställning Unga tecknare, Liljevalchs konsthalls Stockholmssalonger och i samlingsutställningar på Vikingsbergs konstmuseum. 
Hans konst består av oljemålningar och tuschteckningar med varierande motiv. Wadströmer är representerad vid Helsingborgs museum.